# Tony Wilding
Anthony »Tony« Frederick Wilding, novozelandski tenisač, odvetnik in vojak, † 31. oktober 1883, Christchurch, Nova Zelandija; † 9. maj 1915, Neuve-Chapelle, Francija.
Tony Wilding se je sedemkrat uvrstil v finale turnirjev za Grand Slam v posamični konkurenci. Dvakrat je osvojil Prvenstvo Avstralije, v letih 1906 in 1909, ko je v finalu premagal Francisa Fisherja in Ernieja Parkerja, ter štirikrat zapored Prvenstvo Anglije, v letih 1910, 1911, 1912 in 1913, v finalu je dvakrat premagal Arthurja Gora ter po enkrat Herberta Roperja Barretta in Maurica McLoughlina. Edini poraz v finalih je utrpel na turnirju leta 1914, ko ga je premagal Norman Brookes. Skupno je osvojil 114 turnirjev, od tega 75 na peščeni podlagi in 23 v letu 1906. V konkurenci moških dvojic je štirikrat osvojil Prvenstvo Anglije in enkrat Prvenstvo Avstralije, v konkurenci mešanih dvojic pa enkrat Prvenstvo Anglije. Nastopil je na Poletnih olimpijskih igrah 1912, kjer je osvojil bron v posamični konkurenci v dvorani. V letih 1907, 1908, 1909, 1914 je bil član zmagovite avstroazijske reprezentance na turnirju International Lawn Tennis Challenge. 9. maja 1915 je padel v bitki prve svetovne vojne pri Neuve-Chapellu. Leta 1978 je bil posmrtno sprejet v Mednarodni teniški hram slavnih.

## Finali Grand Slamov

### Posamično (7)

#### Zmage (6)
| Leto | Turnir               | Nasprotnik v finalu   | Rezultat finala           |
| 1906 | Prvenstvo Avstralije | Francis Fisher        | 6–0, 6–4, 6–4             |
| 1909 | Prvenstvo Avstralije | Ernie Parker          | 6–1, 7–5, 6–2             |
| 1910 | Prvenstvo Anglije    | Arthur Gore           | 6-4, 7-5, 4-6, 6-2        |
| 1911 | Prvenstvo Anglije    | Herbert Roper Barrett | 6-4, 4-6, 2-6, 6-2, pred. |
| 1912 | Prvenstvo Anglije    | Arthur Gore           | 6-4, 6-4, 4-6, 6-4        |
| 1913 | Prvenstvo Anglije    | Maurice McLoughlin    | 8-6, 6-3, 10-8            |

#### Porazi (1)
| Leto | Turnir            | Nasprotnik v finalu | Rezultat finala |
| 1914 | Prvenstvo Anglije | Norman Brookes      | 4-6, 4-6, 5-7   |